# دان براون (ملحن)
دان براون (بالإنجليزية: Dan Braun)‏ هو ملحن أمريكي، ولد في 1 مايو 1961.

## وصلات خارجية
- دان براون على موقع IMDb (الإنجليزية)
- دان براون على موقع قاعدة بيانات الفيلم (الإنجليزية)